# Дмитро Побережець
Дмитро Побережець - український боєць змішаного стилю, чемпіон Європи та світу з панкратіону. 
На початку 2017 р., після серії швидких та вражаючих перемог, підписав контракт з найвпливовішою бійцівською організацією Ultimate Fighting Championship.

## Загальна інформація
Чемпіон світу і Європи з панкратіону, чемпіон ZONE FC (Швеція) у важкій вазі, призер чемпіонату світу та Європи з бойового самбо, майстер спорту міжнародного класу з панкратіону та бойового самбо.
Віце-чемпіон командного чемпіонату України М-1 2009р.
Віце-чемпіон міжнародного командного кубка зі змішаних єдиноборств PROFC "Кубок Співдружності Націй" 2011р.
Володар Кубка України зі змішаних єдиноборств "Grand Prix Ukraine" PROFC.

## Статистика в змішаних бойових мистецтвах
| Результат   | Противник            | Спосіб                                           | Раунд | Час  | Дата              | Місце                | Подія                                            | Примітки |
| ----------- | -------------------- | ------------------------------------------------ | ----- | ---- | ----------------- | -------------------- | ------------------------------------------------ | -------- |
| Перемога    | Сандро Беззера       | TKO                                              | 1     | 1:22 | 12 березня 2016   | Єкатеринбург, Росія  | MixFace / Tech-Krep FC - MixFace 1               |          |
| не відбувся | Евгений Мякинин      | Без результату (результат змінено організатором) | 1     | 1:32 | 5 серпня 2016     | Краснодар, Росія     | Tech-Krep FC Prime Selection 10                  |          |
| Перемога    | Данил Мазурович      | TKO                                              | 1     | 1:29 | 5 вересня 2016    | Буковель, Україна    | ECSF - Sirius Cup 2                              |          |
| Перемога    | Георгій Бруслов      | Підкорення (Леглок)                              | 1     | 0:50 | 29 травня 2016    | Буковель, Україна    | ECSF - Sirius Cup                                |          |
| Перемога    | Владислав Токачека   | Нокаут                                           | 1     | 3:10 | 12 березня 2016   | Буковель, Україна    | GEFC - Mega Fight                                |          |
| Перемога    | Валерій Базарчук     | TKO                                              | 1     | 3:16 | 22 жовтня 2014    | Буковель, Україна    | CSFU - Voshod Open Cup                           |          |
| Перемога    | Данил Мазурович      | TKO                                              | 1     | 2:10 | 26 липня 2014     | Буковель, Україна    | Bukovel Cup - Bukovel Cup 2014                   |          |
| Перемога    | Гіга Іобідзе         | TKO                                              | 1     | 4:07 | 26 липня 2014     | Баку, Азербайджан    | GEFC - Khazar Grand Prix MMA                     |          |
| Перемога    | Анатолій Ціумак      | Рішення (Одностійне)                             | 3     | 5:00 | 8 грудня 2013     | Буковель, Україна    | GEFC - Warriors Empire                           |          |
| Перемога    | Марко Петеррі        | Нокаут                                           | 3     | 0:33 | 19 жовтня 2013    | Гельсінкі, Фінляндія | Fight for Glory - Second Round                   |          |
| Перемога    | Дмитро Ліщук         | Підкорення                                       | 1     | 2:00 | 5 липня 2013      | Буковель, Україна    | Global Fight Club - GFC Challenge                |          |
| Перемога    | Віктор Матвійчук     | Нокаут                                           | 1     | 2:27 | 30 березня 2013   | Буковель, Україна    | ECSF - Gladiator's Battle 2                      |          |
| Перемога    | Гліб Морозов         | TKO                                              | 1     | 1:15 | 15 грудня 2012    | Баку, Азербайджан    | ECSF - MMA Grand Prix of Eastern Europe 2        |          |
| Перемога    | Едді Бенгстон        | TKO                                              | 1     | 0:00 | 13 липня 2012     | Стокгольм, Швеція    | The Zone FC 11 - Survival                        |          |
| Перемога    | Володимир Герасімчик | TKO                                              | 1     | 1:30 | 28 квітня 2012    | Київ, Україна        | European Combat Sambo Federation                 |          |
| Поразка     | Олександр Краніотакс | Підкорення                                       | 1     | 3:27 | 23 січня 2012     | Київ, Україна        | CWFC 46 - Cage Warriors Fighting Championship 46 |          |
| Поразка     | Олексій Кудін        | TKO                                              | 3     | 3:39 | 10 грудня 2011    |                      | ProFC - Grand Prix Global Finals                 |          |
| Поразка     | Андрій Поліщук       | Рішення (Одностійне)                             | 2     | 5:00 | 12 листопада 2011 | Київ, Україна        | ProFC / GM Fight - Ukraine Cup Finals            |          |
| Перемога    | Євген Гурянов        | Нокаут                                           | 2     | 0:00 | 15 вересня 2011   | Київ, Україна        | ProFC / GM Fight - Ukraine Cup 3                 |          |
| Поразка     | Олексій Кудін        | Рішення (Одностійне)                             | 3     | 5:00 | 15 вересня 2011   | Росія                | ProFC / GM Fight - Ukraine Cup 3                 |          |
| Перемога    | Денис Гольцов        | Підкорення                                       | 1     | 1:54 | 9 квітня 2011     | Росія                | ProFC - Union Nation Cup 14                      |          |
| Поразка     | Магомет Маліков      | TKO                                              | 1     | 2:40 | 28 січня 2011     | Київ, Україна        | UAMA - Warrior's Honor 5                         |          |
| Нічия       | Даніель Омельянчук   | Підкорення (больовий прийом на руку)             | 3     | 5:00 | 23 грудня 2010    | Варшава, Польща      | Fight on the East - Poland vs. Ukraine           |          |
| Перемога    | Герман Коджорян      | Нокаут                                           | 1     | 0:00 | 25 листопада 2010 | Київ, Україна        | UAMA - Warrior's Honor 4                         |          |
| Перемога    | Іван Нечай           | Підкорення                                       | 1     | 0:00 | 25 листопада 2010 | Київ, Україна        | UAMA - Warrior's Honor 4                         |          |
| Поразка     | Деян Новаковіч       | Рішення (Одностійне)                             | 1     | 0:00 | 1 жовтня 2010     | Київ, Україна        | ProFC - Union Nation Cup 8                       |          |
| Перемога    | Салімгерей Рассулов  | Рішення (Роздільне)                              | 2     | 5:00 | 6 вересня 2010    | Росія                | ProFC - Union Nation Cup 7                       |          |
| Поразка     | Гурам Гугенішвілі    | Рішення (Одностійне)                             | 2     | 5:00 | 24 грудня 2009    | Київ, Україна        | M-1 Ukraine - 2009 Selections 4                  |          |
| Перемога    | Констянтин Стрижак   | TKO (Відмова від продовження бою)                | 1     | 3:34 | 29 листопада 2009 | Київ, Україна        | M-1 Ukraine - 2009 Selections 3                  |          |
| Перемога    | Антон Чувасов        | Підкорення                                       | 1     | 2:38 | 20 вересня 2009   | Київ, Україна        | M-1 Ukraine - 2009 Selections 1                  |          |
| Перемога    | Сергій Цубко         | Рішення (Одностійне)                             | 2     | 5:00 | 5 січня 2009      | Мінськ, Білорусь     | MFB 2 - Belarus vs. Ukraine                      | Дебют.   |